# 梁園区
梁園区（りょうえん-く）は中華人民共和国河南省商丘市に位置する市轄区。

## 行政区画
- 街道:平原街道、長征街道、前進街道、白雲街道、東風街道、八八街道、建設街道、解放街道、隴海街道
- 鎮:謝集鎮、双八鎮、観堂鎮、劉口鎮、水池鋪鎮
- 郷:王楼郷、李荘郷、孫福集郷
- 商丘新区
  - 街道:平台街道、平安街道
  - 郷:周集郷
- 豫東綜合物流産業聚集区
  - 街道:中州街道
  - 鎮:張閣鎮、賈寨鎮